# Mutuelleville
Mutuelleville är ett område i Tunis, huvudstad i Tunisien.  Den ligger norr om centrum och delar gräns med Parc du Belvedere till sydväst.  Huvudgatan i Mutuelleville är Aveny Jugurtha.
Mutuelleville är känd som ett område där bor många välbärgade människor och familjer, och det övervägande antalet av ambassader och diplomatiska byråer ligger där också.  Andra intressanta platser är det franska gymnasiet som heter Lycée Pierre Mendès France, flera studenthem (som Harun al-Rashid och Fattouma Bourguiba), Stadion Chedly Zouiten, och ett stort Sheratonhotell.